# 戈尔迪安一世

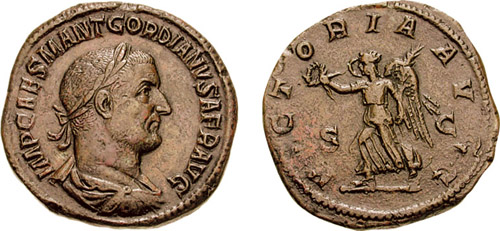
戈尔迪安一世

戈尔迪安一世（拉丁語：Gordianus I；约159年—238年4月12日），全名为马尔库斯·安东尼乌斯·戈尔迪安努斯·森普隆尼安努斯·罗曼努斯·阿非利加努斯（拉丁语：Marcus Antonius Gordianus Sempronianus Romanus Africanus），罗马帝国皇帝，238年在位。

## 生平
戈尔迪安一世的早年生活并不十分清楚，他可能出身於富裕的骑士家庭。他学过修辞学和文学。他曾经担任过叙利亚地区的军团的指挥官，做过不列颠行省的总督，在埃拉伽巴路斯时期任执政官，后来担任过罗马市政官。退休后，他仍保持巨大的财富和政治影响力。
在亚历山大·塞维鲁统治时，戈尔迪安到阿非利加行省任职。在任期中，馬克西米努斯·色雷克斯杀死亚历山大·塞维鲁，篡夺帝位。马克西密努斯并不受欢迎，尤其在非洲。戈尔迪安一世在238年3月22日自立为帝，由于他年老体衰，任命他的儿子戈尔迪安二世为共治皇帝。几天后，戈尔迪安的军队进入迦太基。随后，马克西密努斯被近卫军杀死，元老院承认戈尔迪安为帝。
附近的努米底亚的总督，卡佩里亚努斯（Capelianus）是马克西密努斯的追随者，起兵造反，进攻阿非利加行省。戈尔迪安二世率军在迦太基附近战败，戈尔迪安一世见大势已去，便上吊自杀。戈尔迪安一世只统治了21天（3月22日－4月12日）。